# No Holds Barred: The Match / The Movie
No Holds Barred: The Match / The Movie foi um pay-per-view promovido pela WWE baseado em um filme que foi ao ar dia 2 de Junho de 1989. O evento consistia no filme seguido de uma luta gravada em 12 de Dezembro de 1989. Foi transmitido em 27 de Dezembro de 1989.

## Luta
- Hulk Hogan e Brutus Beefcake derrotaram Randy Savage e Zeus numa Steel cage match (9:32)